# روبي إيرل (لاعب هوكي الجليد)
روبي إيرل (بالإنجليزية: Robbie Earl)‏ هو لاعب هوكي الجليد أمريكي، ولد في 2 يونيو 1985 في شيكاغو في الولايات المتحدة.

## وصلات خارجية
- روبي إيرل على موقع دوري الهوكي الوطني (الإنجليزية)
- روبي إيرل على موقع قاعة مشاهير الهوكي (لاعب أن.إتش.أل) (الإنجليزية)
- روبي إيرل على موقع EliteProspects.com (الإنجليزية)
- روبي إيرل على موقع HockeyDB.com (الإنجليزية)
- روبي إيرل على موقع Hockey-Reference.com (الإنجليزية)